# بنيغنو آكينو
بنيغنو آكينو (ولد في 8 فبراير 1960، توفي في 24 يونيو 2021) الرئيس الـخامس عشر لجمهورية الفلبين.
نجل الرئيسة السابقة كورازون آكينو (1933-2009) والسناتور السابق بنيغنو أكينو (1932-1983)، وهو عضو في الحزب الليبرالي. وتخرج من جامعة أتينيو بمانيلا، وقد أصيب من قبل الجنود المتمردين في محاولة انقلاب فاشلة خلال فترة رئاسة والدته. في عام 2007 انتخب لمجلس الشيوخ خلال المؤتمر الـرابع عشر للمجلس. انتخب رئيسا للفلبين في 10 مايو 2010 وتولى منصبه في 30 يونيو 2010.

## حياته الباكرة وتعليمه
وُلد بنينو سيميون «نوينوي» أكينو الثالث في الساعة 10:50 من صباح الثامن من فبراير عام 1960 في مستشفى جامعة الشرق الأقصى في سامبالوك، مانيلا، ليغدو الطفل الثالث بين خمسة أطفال لوالدهم بنينو إس. أكينو الابن، الذي شغل آنذاك منصب نائب حاكم مقاطعة تارلاك، ووالدتهم كورازون كوجوانجكو، ابنة رجل أعمال بارز في منطقة تارلاك. له أربع شقيقات: ماريا إيلينا (بالسي) وأورورا كورازون (بينكي) وفيكتوريا إليسا (فيل) وكريستينا برناديت (كريس). التحق بجامعة أتينيو دي مانيلا في كويزون سيتي حيث أنهى تعليمه الابتدائي والثانوي والجامعي. حصل أكينو على درجة البكالوريوس في الآداب (تخصص الاقتصاد) من جامعة أتينيو دي مانيلا في عام 1981، وكان طالبًا من طلاب أستاذة الاقتصاد السابقة في جامعة أتينيو دي مانيلا والرئيسة السابقة غلوريا ماكاباغال-أرويو.
انضم إلى عائلته المنفية إلى الولايات المتحدة بعدها بوقت قصير، ثم عاد إلى الفلبين عام 1983 بعد فترة من اغتيال والده، وتقلد مناصب عدة في القطاع الخاص. ألقي القبض على والد أكينو في سبتمبر 1972 بتهمة التخريب، ويُذكر أن الأب كان آنذاك سيناتورًا وأحد زعماء المعارضة البارزين ضد الرئيس فرديناند ماركوس. مثُل والد أكينو في أغسطس 1973 أمام محكمة عسكرية في فورت بونيفاسيو.
سُمح لوالد أكينو بالتماس العلاج الطبي في الولايات المتحدة في عام 1980 بعد سلسلة من النوبات القلبية، وهناك بدأت عائلة أكينو فترة نفيها. انضم أكينو إلى عائلته في الولايات المتحدة في عام 1981، بعد فترة وجيزة من تخرجه.
عادت عائلة أكينو إلى الفلبين في عام 1983 بعد وقت قصير من اغتيال والده في 21 أغسطس من العام ذاته، أي بعد ثلاث سنوات من النفي إلى الولايات المتحدة. شغل لفترة وجيزة منصب مساعد المدير التنفيذي في مؤسسة الأعمال الفلبينية للتقدم الاجتماعي. انضم لاحقًا إلى شركة موندراغون الفلبينية الصناعية بصفة مساعد مشرف مبيعات التجزئة، ومدير الترقيات المساعد لشركة نايكي في الفلبين.
انضم أكينو إلى شركة انترا-ستراتا للتأمينات بصفة نائب رئيس الشركة بين عامي 1986 و 1992 خلال فترة رئاسة والدته، وهي شركة مملوكة لعمه أنتولين أوريتا جونيور.
في 28 أغسطس 1987، بعد ثمانية عشر شهرًا من رئاسة والدة أكينو، قام الجنود المتمردون بقيادة غريغوريو هوناسان بمحاولة انقلاب فاشلة، عبر محاولة فرض حصار على قصر مالاكانانغ. كان أكينو على بعد كتلتين سكنيتين من القصر عندما تعرض لإطلاق النار. قُتل ثلاثة من حراس أكينو الأربعة، وأصيب آخر بجروح في أثناء حمايته. يُذكر أن أكينو أصيب بخمس رصاصات، ما زالت إحداها مغروسةً في رقبته.
عمِل بين عامي 1993 و 1998 في سنترال أزوكاريرا دي تارلاك، معمل تكرير السكر في هاسيندا لويزيتا المملوكة لشركة كوجوانغكو. شغل منصب المساعد التنفيذي للشؤون الإدارية بين عامي 1993 و 1996، ثم عمل بصفة مدير للخدمات الميدانية بين 1996 و 1998.
انتخب في عام 1998 عضوًا في مجلس النواب وممثلًا للدائرة الثانية في مقاطعة تارلاك، وأعيد انتخابه لاحقًا في مجلس النواب في عامي 2001 و 2004. انتُخب في عام 2007 عضوًا في مجلس الشيوخ في الكونغرس الرابع عشر في الفلبين بعد منعه من الترشح لإعادة انتخابه في مجلس النواب بسبب قوانين حدود مدة الوظيفة.

## مسيرته المهنية في الكونغرس
يُعد أكينو سياسيًا من الجيل الرابع: عمل جده الأكبر، سيرفيلانو «ميانونغ» أكينو، بصفة مندوب في كونغرس مالولوس، وشغل جده لأبيه، بنينو أكينو الأب، منصب رئيس مجلس النواب في الفلبين بين عامي 1943 و 1944، وكان جده لأمه، خوسيه كوجوانغكو، عضوًا في مجلس النواب، أما والداه: كورازون أكينو، التي شغلت منصب الرئيس الحادي عشر للفلبين (1986-1992)، والسيناتور بنينو «نينوي» أكينو الابن. يُعدّ أكينو عضوًا في الحزب الليبرالي، إذ شغل مناصب مختلفة فيه مثل الأمين العام ونائب رئيس لوزون.

### مجلس النواب (1998-2007)
أصبح أكينو نائبًا لرئيس مجلس النواب في 8 نوفمبر 2004، لكنه تخلى عن المنصب في 21 فبراير 2006، عندما انضم إلى أعضاء حزبه الليبرالي في الدعوة إلى استقالة الرئيسة غلوريا ماكاباغال أرويو في أعقاب فضيحة هلو غارسي.
شغل أكينو أيضًا منصب رئيس مجلس إدارة التكتل النيابي المركزي في لوزون.

### مجلس الشيوخ (2007-2010)
مُنع أكينو من الترشح لإعادة انتخابه في مجلس النواب الفلبيني، وتمثيل الدائرة الثانية في تارلاك، بسبب قوانين حدود المدة الوظيفية، ثم انتُخب لعضوية مجلس الشيوخ في الفلبين في انتخابات التجديد النصفي الفلبينية لعام 2007 في 15 مايو، تحت راية ائتلاف المعارضة الحقيقية الانتخابي (غو)، ائتلاف ضمّ عددًا من الأحزاب، بما فيها الحزب الليبرالي الذي ينتمي إليه أكينو، وسعى إلى كبح محاولات الرئيسة غلوريا ماكاباغال أرويو لتعديل دستور الفلبين لعام 1986. حظيت إعلانات أكينو السياسية بتأييد أخته الصغرى، المذيعة التلفزيونية كريس أكينو، ووالدته الرئيسة السابقة الراحلة كورازون أكينو، وحظي بتأييد كنيسة الرب يسوع الخمسينية، واحدة من أكبر الكنائس البروتستانتية في الفلبين، مع أنه روماني كاثوليكي. حصل أكينو على أكثر من 14.3 مليون صوت، ليحتل المركز السادس بين المرشحين البالغ عددهم 37 والمتنافسين على 12 مقعدًا انتخابيًا شاغرًا في البلاد ككل. تولّى أكينو منصبه الجديد في 30 يونيو 2007.
تواصل أكينو في حملته الانتخابية مع عدوه السابق، السناتور غريغوريو هوناسان، داعمًا صوته المطالب بالإفراج عنه بكفالة.

### مشاريع القوانين في مجلس الشيوخ
يُعدّ قانون حجز الميزانية والرقابة عليها (SB 3121) مشروع قانون يفتخر به أكينو، إذ يشير «الحجز» إلى سلطة الرئيس في رفض الإفراج عن الأموال التي خصصها الكونغرس الفلبيني، وأعرب أكينو عن أسفه نتيجة إساءة الرئيسة غلوريا ماكاباجال أرويو استخدام هذه السلطة، ما أضعف قدرة الكونغرس على ضبط سلطة الرئيس. قدم أكينو مشروع القانون هذا، لإجبار الرئيس على الحصول على موافقة الكونغرس في كل مرة يقرر حجز جزء من الميزانية.
تضمنت إسهامات أكينو الأخرى في حل مشكلة الفساد في الفلبين مشروع قانون مجلس الشيوخ 2035، المعروف باسم مشروع قانون الحفاظ على البنية التحتية العامة، والذي يسعى إلى رفع معايير بناء جميع البنى التحتية العامة عبر معاقبة المقاولين المسؤولين عن البنى التحتية المعيبة. يطلب مشروع القانون أيضًا من مكتب الصيانة التابع لإدارة الأشغال العامة والطرق السريعة إجراء عمليات تفتيش دورية للبنى التحتية العامة.
طالب أكينو أيضًا بإقرار تعديل قانون المشتريات الحكومية (SB 2160)، الذي ينطبق على جميع أنشطة الشراء الحكومية بصرف النظر عن مصدر الأموال المحلية أو الأجنبية، باستثناء المعاهدات أو الاتفاقيات الدولية/التنفيذية التي أبرمتها الحكومة قبل سنها. جرى تقديم مشروع القانون في ضوء إعلان وزارة العدل المتعلق بصحة فضيحة إن بي إن-زد تي إي المثيرة للجدل، إذ استُشهد بالوجه الدولي للصفقة، فضلاً عن حقيقة كونها اتفاقية تنفيذية، كسببين لإعفائها من عملية الشراء المنصوص عليها في القانون الجمهوري 9184.
مع زيادة التركيز على المساءلة فيما يتعلق بمخصصات الحكومة وإنفاقها، قدم أكينو مشاريع قوانين أخرى موجهةً نحو الإصلاح، من بينها إصلاح الشرطة الوطنية الفلبينية، وزيادة العقوبات المفروضة على الشركات ومؤسسات العمل غير الملتزمة بالحد الأدنى للأجور، ومنع إعادة التعيين في مجلس القضاء ونقابة المحامين، ومنع إعادة التعيين وتجاوز لجنة التعيينات، وتقييم الممتلكات العقارية على أساس المعايير الدولية، والمسؤولية العليا لكبار الضباط العسكريين المسؤولين عن مرؤوسيهم. على أي حال، لم يتم تمرير أي من هذه القوانين إلى قانون.

## روابط خارجية
- بنيغنو آكينو على موقع الموسوعة البريطانية (الإنجليزية)
- بنيغنو آكينو على موقع مونزينجر (الألمانية)
- بنيغنو آكينو على موقع إن إن دي بي (الإنجليزية)
- بنيغنو آكينو على موقع ديسكوغز (الإنجليزية)